# International Audio Group
International Audio Group (IAG) ist ein Hersteller von Audiotechnik (HiFi-Geräte, PA-Anlagen) und Beleuchtungstechnik. Das Unternehmen hat seinen Sitz in Huntingdon (Großbritannien). Es gehört den taiwanischen Zwillingsbrüdern Bernard und Michael Chang. IAG hat Fabriken in Shenzhen (China), in denen etwa 1500 Menschen arbeiten. Sie stellen unter anderem Lautsprechertreiber her.
IAG wurde 1991 gegründet und war ursprünglich Auftragsfertiger für Lautsprecherhersteller, unter anderem für Sony. In der Vergangenheit kaufte IAG mehrere britische HiFi-Hersteller, beispielsweise zunächst Wharfedale (gegründet 1932, übernommen 1996), Quad Electroacoustics sowie Luxman (2010). Die Produkte werden von Entwicklern aus zahlreichen Ländern (Großbritannien, China, USA, Europa) entworfen. 
Die deutsche Tochter wurde im Jahr 2001 gegründet und heißt seit 2008 IAD, International Audio Distribution; sie arbeitet nur als Vertrieb, auch für Marken, die nicht zu IAG gehören.

## Marken
- Audiolab,[4]
- Castle Acoustics,
- Leak,[9][10]
- Mission, deren 770er-Modelle in Großbritannien gefertigt werden,[11]
- Tag McLaren,
- Wharfedale (auch Fabriken in Großbritannien),[4]
- Luxman (Japan, nur Finanzinvestment[5])
- einige italienische Hersteller der Beleuchtungsindustrie wie f.a.l. und coef.